# Jorge Macri
Jorge Macri (Tandil, 5 marzo 1965) è un politico e imprenditore argentino, capo del governo della città di Buenos Aires dal 7 dicembre 2023.

## Biografia
Suo padre, Antonio, era nato a Roma ed era discendente di una famiglia latifondista di San Giorgio Morgeto, in provincia di Reggio Calabria. Giunse in Argentina il 7 gennaio 1949 assieme ai fratelli Francesco e Maria Pia per riunirsi con il padre Giorgio, emigrato l'anno precedente nel paese sudamericano. Jorge Macri è cugino dell'ex-presidente Mauricio Macri, da bambino si trasferì a Buenos Aires con la famiglia. 
Assieme a Mauricio Macri fu tra i fondatori della fondazione Creer y Crecer, organismo che avrebbe dato vita al partito Compromiso para el Cambio, poi diventato Proposta Repubblicana (PRO).
Nel 2005 fu eletto deputato della provincia di Buenos Aires per il PRO. L'anno successivo oltre ad essere nominato presidente del PRO della provincia di Buenos Aires fu candidato alla vicepresidenza della provincia bonaerense e candidato a deputato nazionale senza però essere eletto. Quattro anni più tardi fu rieletto nella camera provinciale.
Il 23 ottobre 2011 Macri fu eletto intendente del partido di Vicente López con il 38% delle preferenze. È stato riconfermato nel 2015 con il 54% dei voti e nel 2019 con il 64% dei voti.
Nel 2015 la presidente della provincia di Buenos Aires María Eugenia Vidal ha nominato Macri presidente del Grupo Provincia.
Nel dicembre 2021 è stato nominato ministro del Governo della Città di Buenos Aires dal sindaco Horacio Rodríguez Larreta.
Nel luglio 2023 si è candidato alle primarie per la coalizione Insieme per il Cambiamento alla carica di sindaco di Buenos Aires. In occasione delle primarie del 13 agosto, con il 28,7% delle preferenze, si è imposto sul candidato radicale Martín Lousteau. Macri è stato così proclamato candidato sindaco della coalizione Insieme per il Cambiamento per le elezioni del 22 ottobre.
Nella tornata elettorale del 22 ottobre Macri si è imposto sugli altri candidati con il 49,61% delle preferenze. Il mancato raggiungimento del 50+1% dei voti ha fatto si che andasse al ballottaggio con Leandro Santoro, candidato sindaco della coalizione peronista Unione per la Patria, fermatosi al 32,20%. Due giorni dopo le elezioni Santoro ha annunciato la volontà di non presentarsi al ballottaggio assegnando così a tavolino il governo della città di Buenos Aires a Macri.